# Myotis schaubi
Il vespertilio di Schaub (Myotis schaubi  Kormos, 1934) è un pipistrello della famiglia dei Vespertilionidi diffuso nel Caucaso.

## Descrizione

### Dimensioni
Pipistrello di piccole dimensioni, con la lunghezza della testa e del corpo tra 45 e 48 mm, la lunghezza dell'avambraccio tra 42 e 44 mm, la lunghezza della coda tra 37 e 45 mm, la lunghezza delle orecchie tra 14 e 18 mm e un peso fino a 9 g.

### Aspetto
La pelliccia è lunga e densa. Le parti dorsali variano dal grigio chiaro al giallo-brunastro, mentre le parti ventrali sono grigio-biancastre. Il muso è allungato e rosato. Le orecchie sono lunghe e strette, il trago è lungo e sottile. Le membrane alari sono ampie e attaccate posteriormente alla base delle dita dei piedi, i quali sono piccoli. La coda è lunga ed è inclusa completamente nell'ampio uropatagio. Il calcar è privo di carenatura.

## Biologia

### Comportamento
In estate si rifugia nelle feritoie dei fabbricati e di falesie rocciose, mentre in inverno iberna in siti sotterranei.

### Alimentazione
Si nutre di insetti.

## Distribuzione e habitat
Questa specie è diffusa nel Caucaso meridionale, tra l'Armenia e Azerbaigian meridionali, Turchia orientale e nella parte settentrionale dei Monti Zagros, nel nord dell'Iran. La specie fu inizialmente descritta da resti fossili ritrovati in Ungheria.
Vive nelle zone montagnose aride.

## Tassonomia
Sono state riconosciute 2 sottospecie:
- M.s.schaubi †: Resti fossili ritrovati in Ungheria;
- M.s.araxenus (Dahl, 1947): Armenia e Azerbaigian meridionali, Turchia orientale, Iran nord-occidentale.

## Conservazione
La IUCN Red List, considerati i continui problemi sulla sua tassonomia e sull'assenza di informazioni recenti circa il suo effettivo areale, lo stato della popolazione, i requisiti ecologici e le eventuali minacce, classifica M.schaubi come specie con dati insufficienti (DD).